# Charaxes candiope
Charaxes candiope là một loài bướm thuộc họ Nymphalidae. Nó tìm thấy ở Châu Phi hạ Sahara.
Sải cánh dài 45–55 mm đối với con đực và 50–60 mm đối với con cái. Thời gian bay từ tháng 10 đến tháng 6.
Ấu trùng ăn Ochna arborea, Ochna natalitia, và Ochna serrulata.